# Miguel Ángel Asturias

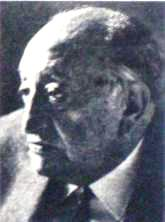
Miguel Asturias

Miguel Ángel Asturias Rosales (19 tháng 10 năm 1899 – 9 tháng 6 năm 1974) là nhà văn, nhà ngoại giao Guatemala đoạt giải Nobel Văn học năm 1967.

## Tiểu sử
Miguel Asturias sinh ở Thành phố Guatemala, tổ tiên là người thổ dân châu Mỹ. Bố ông là luật sư, do chống đối nền độc tài của Manuel Estrada Kabrera nên năm 1904 phải lưu lạc đến Salamá, Baja Verapaz, tuổi thơ của nhà văn tương lai đã trôi qua ở đó. Từ năm 1915, Asturias theo học ngành luật tại Đại học Guatemala và năm 1923 bảo vệ luận văn Những vấn đề xã hội của người thổ dân. Do đời sống chính trị trong nước biến động và căng thẳng, bố mẹ gửi Asturias sang Paris theo học ngành dân tộc học và thần học ở Đại học Sorbonne đến năm 1928. Ở Pháp, ông tiếp xúc với các đại diện của phong trào siêu thực và bắt đầu viết thơ, văn. Từ năm 1929 ông là phóng viên của nhiều báo Trung Mỹ tại châu Âu. Năm 1929, Asturias công bố tập thơ trữ tình đầu tiên Rayito de estrella (Ánh sao).
Năm 1933 Miguel Asturias trở về Guatemala làm báo và dạy học. Trong thời gian này ông viết El señor Presidente (Ngài Tổng thống), một tác phẩm u ám về chế độ độc tài ở Mỹ Latin. Vì những lý do chính trị, cuốn sách mãi đến năm 1946 mới được in ở México bằng tiền của chính tác giả. Năm 1944, dưới chính thể của tổng thống mới, Asturias vào ngành ngoại giao, làm Tham tán Đại sứ ở Mexico, Argentina, Đại sứ ở Salvador... Năm 1946, ông xuất bản cuốn Hombres de maíz (Những người Maya) được coi là tác phẩm lớn nhất của ông. Tiếp đó Asturias viết ba cuốn tiểu thuyết được gọi là "Bộ ba chuối" gồm: Viento fuerte (Cơn bão), El papa verde (Cha xanh) và Los ojos de los enterrados (Mắt những người đã khuất) lên án bạo lực và tội ác của Hoa Kỳ ở tổ quốc ông. Năm 1956, tổng thống thân Hoa Kỳ lên nắm quyền đã tước quyền công dân của Asturias và buộc ông phải di tản sang Buenos Aires, sau đó sang châu Âu sống ở Paris, Genève và Roma. Ông vẫn tiếp tục hoạt động báo chí và sáng tác văn học. Năm 1966 lại xảy ra đảo chính ở Guatemala, Mendes Montenegro, bạn của Asturias, trở thành tổng thống, ông được chỉ định làm Đại sứ ở Pháp. Cùng năm này Asturias được trao tặng giải thưởng Lenin "Vì hòa bình giữa các dân tộc", và năm sau ông trở thành nhà văn Mỹ Latin thứ hai được trao giải Nobel Văn học (sau Gabriela Mistral). Năm 1969 ông cho ra đời tiểu thuyết tôn giáo Malandrón (Tên trộm kém cỏi). Năm sau, trong bối cảnh chế độ chính trị bắt đầu siết chặt lại, Asturia từ chức đại sứ và tập trung thời gian, sức lực cho các hoạt động văn học; cho đến cuối đời ông còn xuất bản thêm một số tập sách, trong đó có cả tiểu luận và truyện ngắn. Ông mất ở Madrid, Tây Ban Nha năm 1974 và được chôn cất tại Nghĩa trang Père-Lachaise ở Paris.

## Tác phẩm
- Sociologia guatemalteca (Xã hội học Guatemala, 1923), luận văn
- Arquitectura de la vida nueva (Tạo dựng cuộc sống mới, 1928), tập bài giảng
- Rayito de estrella (Ánh sao, 1929), thơ
- Legendas de Guatemala (Truyền thuyết Guatemala, 1930), truyện
- Sonetos (Những bài xônê, 1936), thơ
- El señor Presidente (Ngài Tổng thống, 1933 in năm 1946), tiểu thuyết
- Hombres de maíz (Những người Maya, 1949), tiểu thuyết
- Viento fuerte (Cơn bão, 1950), tiểu thuyết
- El papa verde (Cha xanh, 1954), tiểu thuyết
- Week-end en Guatemala (Kì cuối tuần ở Guatemala, 1956), tập truyện
- Los ojos de los enterrados (Mắt những người đã khuất, 1960), tiểu thuyết
- El alhajadito (Quý tử, 1961), tiểu thuyết
- Mulata de tal (Người lai là người lai, 1963), tiểu thuyết
- Clarivigilia primaveral (Trước hội xuân quang, 1965), tập thơ
- Sonetos de Italia (Những bài xônê Italia, 1965), thơ
- Malandrón (Tên trộm kém cỏi, 1969), tiểu thuyết